# Mario Benedetti
Mario Benedetti, född 14 september 1920 i Paso de los Toros, provinsen Tacuarembó, Uruguay, död 17 maj 2009 i Montevideo, var en uruguayansk författare, poet och journalist.
Benedetti jobbade åren 1967–1969 på det statliga kulturinstitutet i Havanna. Efter militärkuppen i Uruguay 1973 tvingades han i exil. Benedetti avled den 17 maj 2009 efter en lång tids sjukdom.